# トマシュ・マコフスキ
トマシュ・アルトゥル・マコフスキ（Tomasz Artur Makowski [ˈtɔmaʃ ˈartur maˈkɔfski], 1970年 - ）は、ポーランド国立図書館長、国立図書館審議会長、ポーランド文化国家遺産省の国家蔵書委員会長。

## 経歴
1994年に国立図書館に入職。2007年の館長就任以前、副館長と調査部長、特別蔵書館長も務めていた。
ポーランド内外共に多数の機関や施設の役員を務めている。中にはEuropean Library、ユネスコ世界の記憶国内委員会、Rada Archiwalna przy Naczelnym Dyrektorze Archiwów Państwowych (国家公文書館委員会)、 Rada Muzeum Literatury (文学博物館委員会) 、Rada Programowa Narodowego Instytutu Fryderyka Chopina ( 国立ショパン学会審議会)、Polish Libraries 誌編集部、Muzeum Narodowe w Krakowie (クラクフの国立博物館), Rada Muzeum Łazienki Królewskie (ワジェンキ公園博物館委員会)などがある。2005年にBiblioteka Ordynacji Zamojskiej  (ザモイスキ図書館)についての初の展示を管理していた。Uniwersytet Kardynała Stefana Wyszyńskiego (ステファンヴィシンスキ大学)の助教授。
それぞれ1996年、1998年、2005年に出版された3つの本と多数の記事の著者。専門分野は図書館の歴史と写本の研究である。